# Martinjak
Martinjak je obcestno naselje ob severovzhodnem robu Cerkniškega polja, pod južnim vznožjem Slivnice ob cesti Cerknica-Lož. Spada v občino Cerknica
Vas je zelo zaznamoval velik požar v letu 1902, ko so zgorela vsa poslopja v vasi, razen dveh. Vsa so bila namreč še krita s slamo, samo dva že z glinenimi strešniki. Trajalo je desetletja, da so si vaščani opomogli po tej katastrofi, v kateri so izgubili vsa svoja imetja.
Pred 2. svetovno vojno so se vaščani ukvarjali predvsem s kmetijstvom in prevozništvom (furmanstvo). V vasi sta bila tudi dva mlina, kovačija in žaga. Iz te žage in kasneje parne žage se je razvila prva lesna tovarna na tem področju (Franc Premrov in sin, lesna industrija Martinjak), ki je bila predhodnica povojnega Bresta.
Na pobočjih Slivnice so travniki, ki višje preidejo v gozd. Svet pod naseljem je bolj mokroten, občasno poplavljen. V naselju je včasih obratovala tovarna »Brest Cerknica«, na zahodu na Marofu pa perutninska farma.
V naselju je podružnica svetega Vida, v osnovi gotska stavba, se prvič omenja leta 1526. V cerkvi je ohranjen v ostrešje dvignjen lesen kasetiran strop iz leta 1621 z ikonografsko zanimivimi prizori. Zvonik je leta 1940 po načrtih Jožeta Plečnika in Janeza Valentinčiča zgradilo podjetje Matko Curk iz Ljubljane.

## Prebivalstvo
Etnična sestava 1991:
- Slovenci: 237 (97,1 %)
- Muslimani: 5 (2 %)
- Makedonci: 2

Otroci iz vasi hodijo v podružnično šolo 11. Maja v Grahovem, ki je podružnica šole Notranjski odred v Cerknici

## Delo
Nekaj časa je v Martinjaku obratovala tovarna Kli Logatec, ki je propadla. Večina prebivalstva se zaposluje v Cerknici, novi industrijski coni Podskrajnik, veliko pa se jih vozi na delo   v večja oddaljena središča (Ljubljana ...)

## Znane osebnosti
- Antonija Premrov (1912-1949), slovenska bolničarka, organistka, pevovodkinja, mučenka in Božja služabnica.